# Zeuxo marmoratus
Zeuxo marmoratus är en kräftdjursart som först beskrevs av Nordenstam 1930.  Zeuxo marmoratus ingår i släktet Zeuxo och familjen Tanaidae. Inga underarter finns listade i Catalogue of Life.